# Peter T. Daniels
Peter T. Daniels (născut la 11 decembrie 1951) este un lingvist american din statul New Jersey, specializat în sisteme de scriere. Daniels a fost co-editor, împreună cu William Bright, al cărții Sistemele de scriere ale lumii (The World's Writing Systems - 1996). Lingvistul este de asemenea cunoscut pentru introducerea termenilor abjad (un sistem de scriere fără litere vocale) și abugida (un sistem de scriere parțial alfabetic, parțial silabic) ca termeni ai ligvisticii moderne pentru categorii de sisteme de scriere.

## Educație
- Cornell University - lingvistică
- University of Chicago

## Educator
- University of Wisconsin-Milwaukee
- Chicago State University